# Dylan Sunderland
Dylan Sunderland (Inverell, 26 de fevereiro de 1996) é um ciclista australiano, membro da equipa NTT Pro Cycling.

## Palmarés
2015
- 1 etapa do Tour da Tasmânia

2017
- 1 etapa do North Star Grand Prix

2018
- Tour da Tasmânia, mais 1 etapa